# Goldene Stadt
Goldene Stadt ist die geläufige Bezeichnung vor allem für die Stadt Prag. In Prag spielt auch Die goldene Stadt, ein deutscher Spielfilm von Veit Harlan aus dem Jahr 1942.
Mainz wurde in seiner mittelalterlichen Glanzzeit als „Aurea Moguntia“, das „Goldene Mainz“ bezeichnet. In der Mainzer Fastnacht lebt dies als „goldisches Meenz“ weiter.
Jaisalmer im indischen Bundesstaat Rajasthan, aus gelbbraunem Sandstein erbaut, wird die goldene Stadt Indiens genannt.
Die „goldene Stadt“ ist Gegenstand zahlreicher alter und moderner Sagen, Legenden (Eldorado) und Märchen.